# José Francisco Peña Gómez
 (décembre 2021).
Si vous disposez d'ouvrages ou d'articles de référence ou si vous connaissez des sites web de qualité traitant du thème abordé ici, merci de compléter l'article en donnant les références utiles à sa vérifiabilité et en les liant à la section « Notes et références ».
José Francisco Peña Gómez (6 mars 1937 – 10 mai 1998), était un avocat et homme politique dominicain : leader du Parti révolutionnaire dominicain après la démission de Juan Bosch en 1973, trois fois candidat à la présidence de la République Dominicaine (1990, 1994, 1996) et maire de Santo Domingo (1982-1986).
Avec Joaquín Balaguer et Juan Bosch, il est considéré comme une des figures les plus marquantes de la politique dominicaine de la fin du XXe siècle.

## Jeunesse et formation universitaire
José Francisco Peña Gómez naît le 6 mars 1937 près de Mao (capitale de la province de Valverde). Ses parents étaient vraisemblablement des immigrants haïtiens, mais Peña Gómez est adopté en bas âge par un couple de paysans dominicains, lorsque ses parents sont contraints de fuir vers Haïti en raison des massacres d’Haïtiens de 1937 ordonnés par le dictateur Rafael Leónidas Trujillo.
Cette famille a élevé et éduqué Peña comme son propre fils et lui a donné son nom de famille de Peña Gómez. Enfant, Peña montre un appétit intellectuel insatiable pour compléter son éducation scolaire. À 8 ans, il travaille dans une épicerie puis un bar, et au cours de son adolescence, est employé comme cordonnier ou apprenti coiffeur.
En 1952, à 15 ans, il devient instructeur d’un programme d’alphabétisation pour les enfants pauvres de sa province natale et, plus tard, enseignant dans des écoles rurales. En 1959, il déménage à Santo Domingo, où il s’inscrit à un cours en radiodiffusion : il y démontre un réel talent et une station de radio l’embauche rapidement comme commentateur de baseball ou d’autres événements sportifs.
Dès 1961, José Francisco Peña Gómez rejoint Juan Bosch, alors chef du Parti révolutionnaire dominicain. Or, un an et demi après l’assassinat du dictateur Rafael Leónidas Trujillo Molina, Juan Bosch remporte les élections présidentielles de décembre 1962 : il est le premier président démocratiquement élu depuis 32 ans. Son gouvernement ne vivra que 7 mois : il est renversé par un coup d’État militaire le 25 septembre 1963.
Parallèlement à son engagement politique, Peña Gómez poursuit sa formation universitaire : en 1961, avec un cours de sciences politiques à San José (Costa Rica) et un cours d’éducation politique à San Juan (Porto Rico) ; en 1962, il rejoint les universités de Harvard (États-Unis) puis du Michigan (États-Unis), où il poursuit ses études de sciences politiques.

## La «guerre d’avril» et l’exil
C’est en 1965 que Peña Gómez se révèle en appelant, depuis la radio dont il est animateur, à l’insurrection populaire contre un coup d’État dans le coup d’État, avec l’objectif d’imposer le retour de Juan Bosch. Le président Lyndon B. Johnson ordonne alors l’occupation militaire de Saint-Domingue sous prétexte de s’opposer au « mouvement communiste » dans le pays : pour le gouvernement américain, il faut à tout prix éviter un « second Cuba ». Peña Gómez met vainement à profit son talent oratoire pour s’opposer à cette intervention : une négociation forcée porte finalement à la présidence l’ancien président de paille de Trujillo, Joaquín Balaguer, et condamne le PRD à l’opposition pour les 12 années suivantes, durant lesquelles Balaguer mènera une répression acharnée contre les opposants.
Peña Gómez doit s’exiler et rejoint Paris. Il y étudie les sciences politiques, le droit constitutionnel et le droit du travail durant deux ans à la Sorbonne : il obtient la même année (1970) et son Doctorat en sciences juridiques à l’Université Autonome de Santo Domingo, et son Doctorat en droit constitutionnel et en sciences politiques à la Sorbonne.
Depuis son exil, il s’implique pour obtenir la condamnation internationale des violations des droits de l’homme en République dominicaine, et noue pour cela de précieux contacts avec des personnalités et des groupes internationaux.

## La direction du PRD
À partir de 1970, Juan Bosch, désireux de revenir à la ligne révolutionnaire des origines du PRD, et José Francisco Peña Gómez, partisan d’une orientation plus centriste, entrent en désaccord, ce qui aboutit à la rupture de Bosch avec le parti qu’il avait fondé : en novembre, Juan Bosch démissionne pour former le Parti de la libération dominicaine.
Peña Gómez prend alors la direction du PRD et, sous sa conduite, celui-ci remporte deux élections présidentielles successives : en 1978, avec la candidature d’Antonio Guzmán, puis en 1982, avec celle de Salvador Jorge Blanco.
Lui-même devient síndico (maire) de Santo Domingo de 1982 à 1986. Cette position fait naturellement de lui un sérieux prétendant à la présidence. Mais son propre parti le met sur la touche en 1986, certains dirigeants faisant valoir qu’il serait impossible à un homme noir, surtout de probable origine haïtienne, de devenir président : Peña Gómez perd la primaire face à Jacobo Majluta, après que la convention réunie à l’Hôtel Dominican Concorde a tourné en affrontement violent, faisant un mort et de nombreux blessés. Pour qu’un candidat unitaire du PRD puisse se présenter aux élections de 1986, le président Salvador Jorge Blanco promeut le « Pacte de l’Union ». Mais face à un PRD miné par ces luttes intestines, face au mécontentement généralisé du pays devant la corruption de l’administration Jorge Blanco, Balaguer est une nouvelle fois élu.
En 1990, Peña Gómez prend sa revanche et remporte la primaire. Avec un PRD affaibli, il concourt pour la présidence, mais n’arrive qu’en troisième position derrière Joaquín Balaguer (Parti réformiste social chrétien) et Juan Bosch (Parti de la libération dominicaine).
Quatre ans plus tard, le PRD est rétabli et se montre plus motivé. À l’issue d’une campagne présidentielle marquée par la violence et les attaques personnelles, Peña Gómez perd finalement face à Balaguer dans une élection contestée : la victoire à l’arraché de Balaguer est entachée de fortes irrégularités et de fraudes. Peña Gómez appelle alors à une grève générale qui sera largement suivie, et après un concert de protestations internationales et des négociations difficiles, Balaguer doit annoncer qu’il quittera ses fonctions au début de 1996 et qu’une nouvelle élection sera organisée.
Lors de ces nouvelles présidentielles, Peña Gómez arrive en tête du premier tour sans toutefois atteindre la majorité requise. Au deuxième tour, Leonel Fernández, un avocat alors candidat du PLD de Juan Bosch, parvient à remporter de justesse la victoire après avoir conclu une alliance surprenante avec le PRSC de Joaquín Balaguer.

## Dernières années et mort
Dès 1994 s’étaient manifestés chez Peña Gómez les premiers symptômes d’un cancer du pancréas. Après un traitement aux États-Unis, la maladie semble dans un premier temps vaincue, mais elle récidive et Peña Gómez passera la fin de sa vie entre Saint-Domingue et New York pour son traitement.
Il décède finalement d’un œdème pulmonaire le 10 mai 1998 à Cambita Garabitos (San Cristóbal), six jours avant des élections législatives et municipales lors desquelles il était candidat à la mairie de Santo Domingo : il ne verra pas le PRD remporter la majorité dans ces élections.

## Vie personnelle
José Francisco Peña Gómez a été marié trois fois : avec Idalia Guaba Julia Martínez, avec qui il eut quatre enfants, puis avec Ana Rosa Meléndez (directrice du Musée d’art moderne de Santo Domingo), qui lui a donné une fille, enfin avec Alba Mary « Peggy » Cabral Cornero, fille de l’écrivain Manuel del Cabral. Il a par ailleurs eu quatre autres enfants.

## Héritage
José Francisco Peña Gómez a été un des dirigeants les plus populaires de l’histoire politique récente de la République Dominicaine, en particulier au sein des masses populaires. À l’annonce de sa mort, ses partisans ont convergé depuis toutes les régions du pays vers Santo Domingo, et le gouvernement dominicain a dû exposer sa dépouille dans le stade olympique Juan Pablo Duarte pour contenir la foule venant le saluer.
Peña Gómez est resté synonyme de démocratie pour les dominicains. Son grand pouvoir de conviction et son talent oratoire remarquable remplissaient les rues pendant les campagnes électorales. Son plus grand défaut était sans doute un caractère expansif et passionné ; sa personnalité lunatique l’a amené à commettre des erreurs que son rival d’alors, Joaquín Balaguer, a su exploiter. Dans un de ses discours les plus célèbres, il s’exclama par exemple : « Pooooorque si me tocan... la República Dominicana cogerá fuego por la' cuatro' esquina', compañero' » (Paaarce que s’ils me touchent, la République Dominicaine prendra feu pa’ ses quat’ coins, camarad’), expression qui sera largement utilisé contre lui.
Peña Gómez a beaucoup souffert du racisme et de la xénophobie, en raison de sa couleur et de son origine haïtienne probable, même au sein de son parti politique. Sa véritable origine a toujours été un sujet de discussion ; s’il était largement admis que ses parents biologiques étaient haïtiens, Peña Gómez n’a jamais ni confirmé ni nié cette ascendance.
Doté de capacités intellectuelles impressionnantes, Peña Gómez , outre ses quatre titres universitaires, maîtrisait sept langues, dont le français, l’italien, l’allemand, le russe, le latin…
Il était vice-président de l’Internationale socialiste et président du Comité de l’Internationale socialiste pour l’Amérique latine et les Caraïbes (SICLAC). Sa femme Peggy Cabral lui a succédé à cette fonction à sa mort.
En 1998, l’aéroport international Las Américas de Saint-Domingue a été rebaptisé en son honneur Aéroport International de Las Américas Dr. José Francisco Peña Gómez (ajout souvent oublié ou simplifié en JFPG...).
Le film dominicain Del color de la noche, d’Agliberto Meléndez, sorti le 30 novembre 2015, retrace la vie de José Francisco Peña Gómez, sous l’angle de la difficulté d’accès des noirs à la place qu’ils méritent et de sa propre lutte pour l’égalité, notamment raciale. Le titre serait repris d’une phrase d’un discours de Peña Gómez : « Porque soy del color de la noche… » (Parce que je suis de la couleur de la nuit…).